# Ban Tuyên truyền và Cổ động Cộng hòa Dân chủ Nhân dân Triều Tiên
Ban Tuyên truyền và Cổ động (PAD, tiếng Hàn Quốc: 선전선동부),, tên chính thức Ban Thông tin và Truyền thông Triều Tiên là một ban trực thuộc Ủy ban Trung ương Đảng Lao động Triều Tiên có nhiệm vụ điều phối việc tạo và phổ biến các hoạt động tuyên truyền ở Bắc Triều Tiên. Đây là tổ chức tuyên truyền cao nhất trong cả nước.
Lịch sử của Ban có thể bắt nguồn từ Ủy trị Dân sự Liên Xô sau khi Triều Tiên bị chia cắt vào năm 1945. Các hoạt động cổ động của Ban đạt đến đỉnh cao trong những năm sau Chiến tranh Triều Tiên.
Mặc dù trên danh nghĩa trực thuộc Ủy ban Trung ương của WPK, ban này báo cáo trực tiếp với Tổng bí thư Kim Jong-un. Cơ quan này đang dưới sự điều hành hoạt động của Phó Ban Kim Yo-jong là em gái Kim Jong-un, trong khi người đứng đầu danh nghĩa là Ri Il-hwan. Ban này có nhiều cục và phòng ban cấp dưới.
Ban này đặt ra các hướng dẫn cho tất cả các tài liệu tuyên truyền được sản xuất và tất cả các phương tiện truyền thông của Bắc Triều Tiên đều do bộ phận này giám sát. Tuy nhiên, để duy trì bản chất bí mật của mình, các hành động liên quan đến việc đàn áp phương tiện truyền thông trên danh nghĩa được quy cho Bộ Văn hoá. Khi các tờ báo được xuất bản ở Bắc Triều Tiên, chúng phải trải qua ba vòng kiểm duyệt. Vòng đầu tiên do các biên tập viên của tờ báo xử lý. Vòng thứ hai và thứ ba do ban xử lý.
Khoa này cũng dịch các tác phẩm nước ngoài bị kiểm duyệt để giới tinh hoa chính trị của đất nước sử dụng.

## Tổ chức

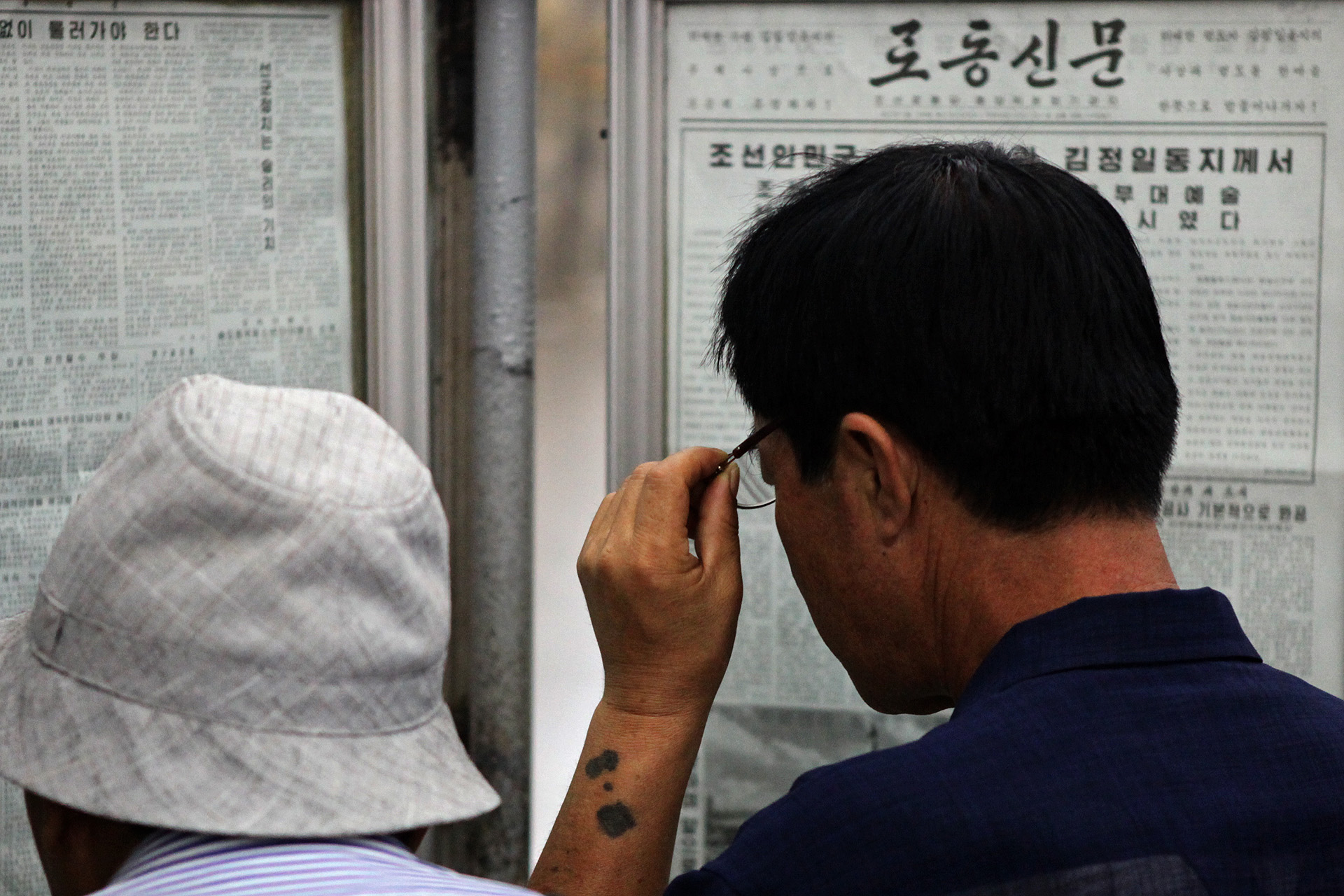
Báo chí ở Bắc Triều Tiên trải qua ba vòng kiểm duyệt, trong đó có hai vòng do PAD thực hiện.

Ban Tuyên truyền và Cổ động (PAD) chịu sự giám sát của Ban Bí thư Trung ương Đảng Lao động Triều Tiên (WPK). Đây là tổ chức tuyên truyền cao nhất trong cả nước. PAD xây dựng chính sách tuyên truyền, kiểm soát đời sống văn hóa và sản xuất các tài liệu tuyên truyền. Nó truyền bá Chủ thể, Songun, "Cường thịnh đại quốc", và các nhà tư tưởng xã hội chủ nghĩa, đồng thời phổ biến chúng đến cả đảng viên và công dân bình thường. PAD sử dụng cả bối cảnh chính thức và không chính thức để đạt được các mục tiêu này. Vì WPK có lịch sử phong phú về tuyên truyền, PAD có ảnh hưởng khá lớn trong cơ cấu đảng. Cùng với Ban Tổ chức và Chỉ đạo, đơn vị mà PAD hợp tác, đây là một trong những ban quan trọng nhất của WPK. Mặc dù trên danh nghĩa trực thuộc Ban Chấp hành Trung ương của WPK, PAD báo cáo trực tiếp với Tổng bí thư Kim Jong Un Trụ sở của PAD nằm ở trung tâm Bình Nhưỡng. PAD gần giống với Ban Tuyên truyền của Đảng Cộng sản Trung Quốc.
Tất cả các tài liệu tuyên truyền đều được sản xuất theo các hướng dẫn do PAD đặt ra và mọi phương tiện truyền thông đều do nó giám sát. PAD đặt ra các giới hạn nghiêm ngặt về nội dung. PAD kiểm soát báo chí ở Bắc Triều Tiên, nhưng để duy trì bản chất hậu trường của mình, các hành động liên quan đến việc đàn áp phương tiện truyền thông thường được quy cho Bộ Văn hóa. Khi các tờ báo được xuất bản ở Bắc Triều Tiên, chúng phải trải qua ba vòng kiểm duyệt. Vòng đầu tiên do các biên tập viên của tờ báo xử lý. Vòng thứ hai và thứ ba do PAD đảm nhiệm. Tổng cục Hướng dẫn Xuất bản của PAD xem xét cả báo và các loại ấn phẩm và chương trình phát sóng khác. Cục Quản lý Báo chí của PAD là cấp kiểm duyệt báo chí cuối cùng. Tương tự như vậy, các chương trình phát thanh và truyền hình và Hãng thông tấn Trung ương Triều Tiên cũng nằm dưới sự giám sát của PAD thông qua Ủy ban Phát thanh Trung ương Triều Tiên, nơi PAD bổ nhiệm nhân sự; chỉ có Đài Tiếng nói Cứu quốc (Voice of National Salvation) do Ban Mặt trận Thống nhất của đảng kiểm soát. PAD hợp tác với Bộ An ninh Nhà nước và Bộ An ninh Xã hội để hạn chế phát sóng quốc tế vào Triều Tiên. Tổng cục Tuyên truyền và Cổ động của Bộ Quốc phòng duy trì một cấu trúc riêng biệt, nhưng PAD hợp tác với cơ quan này. Các đối tác khác bao gồm Viện Lịch sử Đảng và Hãng phim Tài liệu Triều Tiên.
PAD có nhiều cục và phòng ban trực thuộc.  Ví dụ, công ty April 15 Literary Production trực thuộc PAD và công ty này thường cung cấp hỗ trợ hoạt động cho Ban. Nhà xuất bản Đảng Lao động Triều Tiên, Nhà xuất bản Ngoại ngữ, Nhà xuất bản Công nhân và Nhà xuất bản Thanh niên Kumsong cũng nằm dưới sự kiểm soát của PAD. PAD cũng dịch các tác phẩm nước ngoài bị cấm để giới tinh hoa chính trị của đất nước sử dụng. Korea Film Studios và 25 April Film Studio trực thuộc Bộ Văn hóa, nhưng PAD kiểm soát họ và nhân viên của họ.

### Trích dẫn
- Baek Seung Joo (2008). "Prospects on characteristics of the North Korean succession system and its foreign policy in the Post-Kim Jong Il era". Korean Journal of Defense Analysis. 20 (3): 215–230. doi:10.1080/10163270802309105. ISSN 1016-3271.
- "Choe Ik-gyu" (PDF). North Korea Leadership Watch. tháng 10 năm 2009. Truy cập ngày 19 tháng 12 năm 2017.
- Fischer, Paul (2016). A Kim Jong-Il Production: Kidnap, Torture, Murder... Making Movies North Korean-Style. London: Penguin Books. ISBN 978-0-241-97000-3.
- Jang Jin-sung (2015). Dear Leader: My Escape from North Korea. Shirley Lee biên dịch. New York: Atria. ISBN 978-1-4767-6656-0.
- Jae-Cheon Lim (2008). Kim Jong-il's Leadership of North Korea. London: Routledge. ISBN 978-1-134-01712-6.
- — (2015). Leader Symbols and Personality Cult in North Korea: The Leader State. London: Routledge. ISBN 978-1-317-56741-7.
- "KWP Propaganda and Agitation Department" (PDF). North Korea Leadership Watch. tháng 11 năm 2009. Truy cập ngày 27 tháng 5 năm 2018.
- Lankov, Andrei N. (1999). "Kim Il Sung's Campaign against the Soviet Faction in Late 1955 and the Birth of Chuch'e". Korean Studies. 23 (1): 43–67. doi:10.1353/ks.1999.0003. ISSN 1529-1529. S2CID 154905899.
- Madden, Michael (2012). "Jong Kyong Hui (Chŏng Kyŏng-hŭi)". KPA Journal. 2 (11): 3–4. OCLC 741222847. Truy cập ngày 28 tháng 5 năm 2018.
- Martin, Bradley K. (2007). Under the Loving Care of the Fatherly Leader: North Korea and the Kim Dynasty. New York: St. Martin's Press. ISBN 978-1-4299-0699-9.
- Myers, B. R. (2015). North Korea's Juche Myth. Busan: Sthele Press. ISBN 978-1-5087-9993-1.
- North Korea Handbook. Seoul: Yonhap News Agency. 2002. ISBN 978-0-7656-3523-5.